# Luke Hudson
Luke Stephen Hudson, né le 2 mai 1977 à Fountain Valley (Californie), est un joueur américain de baseball évoluant en Ligue majeure de baseball chez les Kansas City Royals. Après la saison 2007, il compte 58 matchs joués en MLB pour une moyenne de points mérités de 5,11. 